# Parafia bł. Karoliny Kózkówny w Ełku
Parafia bł. Karoliny Kózkówny w Ełku – rzymskokatolicka parafia należąca do dekanatu Ełk – Świętej Rodziny diecezji ełckiej. 

## Historia
Została utworzona w 1991 roku. Początkowo funkcję kościoła parafialnego pełniła tymczasowa kaplica, wybudowana w 1992 roku, do której w 1996 roku dobudowano część socjalną. W 2005 roku poświęcono plac pod budowę nowej świątyni parafialnej. W dniu 13 września 2014 roku bp Jerzy Mazur dokonał konsekracji nowej świątyni parafialnej. Parafię prowadzili do roku 2023 księża diecezjalni, po czym przejęli werbiści.

## Proboszczowie
- ks. Andrzej Zienkiewicz (1991–1992)[2]
- ks. Marian Szczęsny (1992–1993)[2]
- ks. Stanisław Suwała CR (1993–1994)[2]
- ks. Krzysztof Gieglis (1994–2016)[2]
- ks. kan. Dariusz Zalewski (2016–2022)[2], następnie biskup pomocniczy ełcki[4]
- o. Zbigniew Sudoł SVD (od 2023)[3]